# Highlander 3
Highlander 3 (Highlander III: The Sorcerer conosciuto anche come Highlander III, Highlander III: The Magician, Highlander III: The Final Dimension, Highlander: The Final Dimension e Highlander 3: The Final Conflict) è un film del 1994 diretto da Andrew Morahan e interpretato da Christopher Lambert nel ruolo dell'Immortale scozzese Connor MacLeod. Il film è il sequel di Highlander - L'ultimo immortale del 1986, alternativo al precedente Highlander II - Il ritorno (1991).

## Trama
Qualche tempo dopo la morte di Heather, la sua amata consorte e dell'amico-maestro Ramírez, Connor MacLeod si reca in Giappone per essere istruito dall'Immortale e potente mago giapponese Nakano. Quest'ultimo vive in una grotta sulle montagne di Niri, e ha guadagnato una reputazione come un maestro dell'illusione. Tuttavia, un altro Immortale di nome Kane è interessato a padroneggiare il potere di questi. Egli sta attraversando tutta l'Asia per incontrare di nuovo Nakano, con due scagnozzi immortali al seguito: Khabul Khan e Senghi Khan. Entrando in un villaggio vicino in cerca di informazioni decide di bruciare tutto quanto e massacrare la popolazione. 
Alla fine, raggiunta la grotta, Kane riesce ben presto a sconfiggere e decapitare Nakano, nonostante il tentativo di Connor di fermarlo. Tuttavia, le energie liberate durante la "reviviscenza" fanno collassare la grotta. L'Highlander riesce a fuggire in tempo, ma Kane e i suoi uomini rimangono intrappolati dentro le profondità della montagna. La situazione così impedisce loro di partecipare al giorno dell'Adunanza del 1986. Nel 1994, Connor vive con suo figlio adottivo John, a Marrakech. Emerso che nel 1987, Brenda Wyatt, la donna che aveva sposato, è morta in un incidente d'auto, e nonostante Connor ne sia uscito illeso, crede ancora di essere l'ultimo immortale e di aver vinto la Ricompensa.
Nel frattempo, in Giappone, due archeologi hanno iniziato a scavare una grotta al fine di scoprire se la leggenda del mago Nakano sia basata su fatti reali. Uno di questi archeologi è la dott.ssa Alexandra Johnson, i cui interessi nella leggenda del mago alla fine la portano a cercare Connor MacLeod. Connor allo stesso tempo è incuriosito da Alex a causa della sua somiglianza con Sarah Barrington, conosciuta in Francia tra il 1788 e il 1789, con cui Connor instaurò una relazione. Tuttavia, quando la Rivoluzione francese inizierà, MacLeod ne sarà direttamente coinvolto.
MacLeod viene catturato e condannato a morte per ghigliottina per tradimento contro il Re Luigi XVI di Francia. Il suo amico immortale, Pierre Bouchet, stanco della sua vita eterna, ingannando le guardie prenderà il posto di Connor e verrà decapitato. Sarah crederà che il suo amato sia morto. Dopo la sua fuga, MacLeod tornerà per scoprire che lei è andata avanti con la sua vita, sposandosi un altro uomo e avendo dei figli. Nel presente, gli scavi liberano Kane, che si mette immediatamente alla ricerca dell'Highlander. MacLeod lascia John in cura al suo amico Jack Donovan (in realtà il suo Osservatore), e poi parte per New York per la resa dei conti per l'ambito Premio.
Tuttavia, come il corpo decapitato di Khabul si trova in un magazzino dell'ospedale, il tenente John Stenn si mette sulle tracce del principale sospettato del caso del 1985 del "cacciatore di teste", Russell Nash. Russell Nash era l'alias utilizzato da MacLeod durante il tempo dell'Adunanza. Nel frattempo Alex indaga su un pezzo di stoffa trovato sul sito, e scopre che si tratta di uno straccio di un kilt, con un design che designa un ramo della famiglia MacLeod. Questo la porta al negozio di antiquariato di Nash, in cui Connor è tornato in preparazione per la battaglia contro Kane.
Connor si confronta con Kane in un santuario buddista. La lotta ne risulta essere una violazione della regola degli Immortali di non combattere in luoghi sacri. La battaglia finisce quando la katana di MacLeod va in frantumi. MacLeod decide di tornare sulle Highlands scozzesi per costruire un'altra spada, anche se i suoi primi tentativi non hanno successo. Alex lo rintraccia per dargli una barra di acciaio finemente raffinata che ha trovato nella caverna di Nakano con la quale egli è in grado di forgiare una nuova spada, la vicinanza li fa innamorare.
Tuttavia, il viaggio di ritorno viene anticipato perché  MacLeod viene a sapere che Jack Donovan ha fatto partire il figlio adottivo John su un aereo diretto a New York. MacLeod cerca di tornare più rapidamente possibile, ma è troppo tardi. Kane rapisce John, e lo tiene in ostaggio. MacLeod incontra Kane in una missione di una vecchia chiesa a Jersey City, New Jersey, e poi lo segue in una centrale elettrica abbandonata per la loro battaglia finale. Macleod sconfigge Kane, vincendo definitivamente il Premio, e torna in Scozia con Alex e John a vivere il resto della sua vita naturale.

## Produzione
Idee di un secondo seguito di Highlander - L'ultimo immortale iniziarono a circolare dopo l'uscita di Highlander II - Il ritorno, che non raccolse i favori di critica e pubblico. Perciò si decise di ignorare deliberatamente gli avvenimenti del film precedente, preferendo ideare qualcosa di vicino allo spirito dell'originale Highlander. La prima stesura era infatti un prequel del primo film e partiva con l'arrivo di Connor McLeod a New York prima del "Raduno" (o "Adunanza" nel primo film). In questa storia venivano riproposti i personaggi di Rachel Ellenstein e del detective Bedsoe, apparsi nel film originale.
Un secondo copione, poi scartato, presentava i personaggi degli immortali Cavanagh e Kilvera: il primo era un mentore di Connor, mentre il secondo il suo antagonista. Le scene nel passato non erano ambientate nell'Inghilterra del XVI secolo come nella sceneggiatura finale, bensì nella Scozia del XVII secolo. C'era, inoltre, una scena in cui Connor affrontava Jack lo squartatore, il quale si scopriva essere un immortale.
Fu Christopher Lambert a proporre alla produzione Mario Van Peebles per il ruolo dell'antagonista Kane. I due attori, infatti, avevano lavorato al film Gunmen (1994) e durante le riprese erano diventati molto amici. Ad un certo punto, Lambert lasciò il film per una disputa sul cachet.

## Colonna sonora
Nella colonna sonora sono inseriti due brani della cantante folk canadese, di origini scoto-irlandesi, Loreena McKennitt: Bonny Portmore, un pezzo tradizionale irlandese, riarrangiato dalla cantante e pubblicato in The Visit, e Cé hé mise le ulaingt?/The two trees, musicato dalla stessa McKennitt sulle parole di William Butler Yeats e pubblicato in The Mask and Mirror.

## Distribuzione

### Edizione italiana
Il doppiaggio italiano fu eseguito dalla Cinema Cinema e diretto da Tonino Accolla, autore anche dei dialoghi, che dà anche voce al protagonista sostituendo Sergio Di Stefano per l'unica volta nel franchise. L'adattamento ignora quelli dei film precedenti, infatti la frase "There can be only one" viene tradotta in "Può restarne solo uno" anziché in "Ne resterà soltanto uno", mentre il termine "Gathering" è tradotto in "Raduno" anziché in "Adunanza".

### Edizioni home video
Negli Stati Uniti il film è uscito in DVD con il titolo Highlander: The Final Dimension contenente la versione internazionale, rinominata per l'occasione Special Director's Cut.